# 수복지구임시행정조치법
수복지구임시행정조치법(收復地區臨時行政措置法)은 1954년 11월 17일에 공포된 한국 전쟁이 끝난 후 휴전 협정에 따라 군사 분계선이 설정되면서 수복지구에 대한 행정구획을 설정하고 행정권에 대한 특별조치를 취하는 대한민국의 법률이다.

## 개요
대한민국 정부는 UN군 통치 하에 있던 수복지구에 대한 행정권을 이양받기 위해 1954년 3월 23일 열린 임시국무회의에서 백두진 총리 주재로 수복지역에 대한 행정문제를 논의하였다.
이후 같은 해 9월 17일 열린 국무회의에서 수복지구를 연천, 양양, 양구, 고성, 철원, 인제, 화천 등 7개 군으로 분리하는 내용을 담은 수복지구 임시 행정조치법이 통과되었다.

## 원안
1954년 9월 17일 국무회의를 통과할 당시 법안의 내용은 다음과 같다.
- 제1조 : 본법에서 수복지구라 함은 북위 38도 이북의 수복지구(북위 38도 이남의 행정구역에 편입되는 지역을 제외한다. 이하 같다)와 동 지구에 신설하는 군에 편입되는 북위 38도 이남의 지역을 말한다.
- 제2조 : 본법은 수복지구에 새로운 행정구획을 설정함과 아울러 동 지역에 일반지방행정, 세무행정 및 교육행정에 관하여 특별조치를 할 것을 규정함을 목적으로 한다.
- 제3조 : 수복지구에 다음의 군을 설치하되 연천군은 경기도의 관할에, 기타의 군은 강원도의 관할에 추가한다.

| 군             | 관할 구역 |
| -------------- | --- |
| 연천군(漣川郡) | - 연천면(漣川面) - 군남면(郡南面) - 관인면(官仁面) - 미산면(嵋山面, 전 파주군 적성면(積城面) 구성 중 북위 38도 이북의 지역을 편입한다) - 전곡면(全谷面) - 왕징면(旺澄面, 전 서남면(西南面)과 전 장단군 강상면(江上面)의 지역을 편입한다) - 중면(中面, 전 삭녕면(朔寧面)의 지역을 편입한다) - 백학면(百鶴面, 전 장단군 대강면(大江面)의 지역과 동군 장도면(長道面) 및 장남면(長南面)의 지역 중 북위 38도 이북의 지역을 편입한다) |
| 양양군(襄陽郡) | - 속초읍(束草邑) - 양양면(襄陽面) - 손양면(巽陽面) - 강현면(降峴面) - 토성면(土城面) - 죽왕면(竹旺面) - 서면(西面) - 현북면(縣北面) |
| 고성군(高城郡) | - 간성면(杆城面) - 거진면(巨津面) - 현내면(縣內面, 전 고성읍의 지역을 편입한다) - 수동면(水洞面) |
| 인제군(麟蹄郡) | - 인제면(麟蹄面) - 북면(北面) - 서화면(瑞和面) - 남면(南面) - 기린면(麒麟面) - 해안면(亥安面, 전 양구군 해안면) |
| 양구군(楊口郡) | - 양구면(楊口面) - 남면(南面) - 북면(北面) - 동면(北面) - 방산면(方山面, 전 수입면(水入面)의 지역을 편입한다) |
| 화천군(華川郡) | - 화천면(華川面) - 간동면(看東面) - 하남면(下南面) - 상서면(上西面) - 사내면(史內面, 전 춘성군 사내면) |
| 철원군(鐵原郡) | - 철원읍(鐵原邑, 전 묘장면(畝長面, 무장면)의 지역을 편입한다) - 김화읍(金化邑, 전 김화읍과 동군 근북면(近北面), 근동면(近東面), 원남면(遠南面), 원동면(遠東面), 임남면(任南面)의 지역을 편입한다) - 갈말면(葛末面) - 동송면(東松面, 전 어운면(於雲面)의 지역을 편입한다) - 신서면(新西面, 전 인목면(寅目面)의 지역을 편입한다) - 서면(西面, 전 김화군 서면) - 근남면(近南面, 전 김화군 근남면)                                  |

- 제4조 : 군에 군수, 읍·면에 읍·면장을 둔다. 읍·면장은 군수의 내신에 의하여 도지사가 임명한다.
- 제5조 : 군수는 도지사의 지원·감독을 받아 일반지방행정, 세무행정 및 교육행정과 기타 법령의 규정에 의한 소관 사무를 장리한다. 단, 국세의 부과징수와 국유재산관리에 관하여는 관세청장의 지휘감독을 받아 세무서장의 직무를 행한다.
- 제6조 : 군과 읍·면의 사무를 처리하기 위하여 군수와 읍·면장 이외에 필요한 공무원을 둔다.
- 제7조 : 군의 위치 및 사무분장과 군에 두는 공무원의 종류 및 정원은 따로히 대통령령으로써 정한다.
- 제8조 : 읍·면 사무처리에 필요한 경비는 당분간 국고에서 이를 부담한다. 단, 지방세 수입이 있을 때에는 그 솔에 비례하여 국고부담을 경감한다.
- 제9조 : 본법에 규정한 것을 제외하고는 지방자치법의 규정을 준용한다. 단, 제2장, 제3장과 제4장 제4절의 규정은 적용하지 아니한다.
- 제10조 : 읍·면장은 도지사의 승인을 얻어 면 행정에 필요한 조례와 규칙을 제정할 수 있다.
- 제11조 : 동·이장은 동, 리민 중에서 읍·면장이 임명한다.

부칙
- 본법은 단기 4287년 월 일부터 시행한다. 경기도 포천군의 관할에 영북면(永北面)과 이동면(二東面)을 추가하고 동군 영중면(永中面), 창수면(蒼水面), 청산면(靑山面)과 일동면(一東面)의 관할에 각각 종전의 북위 38도 이북의 지역을 편입한다. 동도 가평군 북면(北面)의 관할에 종전의 북위 38도 이북의 지역을 편입한다.

- 강원도 양양군 현남면(縣南面)을 강릉군의 관할에, 인제군 내면(內面)을 홍천군의 관할에 추가한다. 수복지구에 편입되는 지역의 지방의회는 본법 공포와 동시에 해산된다. 본법 시행당시 수복지구 및 북위 38도 이북지역으로서 동 이남 행정구역에 편입되는 지역(이하 편입지역이라 한다)에 현존하는 공공기관이 합법적으로 소유·점유 또는 관리하고 있는 동산·부동산과 권리는 본법에서 규정된 도·군·읍·면이나 추후법령에 의거하여 설치되는 각 해당기관에서 인수한다. 본법 시행당시 수복지구나 편입지역에 현존하는 공공기관에서 복무하고 있는 자는 본법에 의한 군·읍·면의 공무원이나 추후법령에 의거하여 설치되는 기관의 공무원이 임명될때까지 계속 그 직무를 행한다.

## 수정
1954년 9월 18일 국회내부분과위원회의 예비심사에서 각 행정구역으로 편입을 반대하는 수복지역의 민심을 수습하기 위한 대책이라 하여 행정구역이 일부 수정되었다. 철원군에 포함되기로 했던 김화군 소속의 7개 면(김화읍, 근북면, 근동면, 원남면, 원동면, 임남면, 서면, 근남면)을 다시 김화군으로 독립해 복구하고, 인제군으로 편입되기로 한 해안면을 다시 양구군으로, 화천군에 편입되기로 한 사내면을 춘성군으로 원상 복구한 것이다. 이후 9월 27일에 열린 국회본회의에서 김화군을 분리 독립하기로 한 수정안을 채택하였으며 29일에는 제5조를 제외한 모든 조항이 통과했다.

## 공포
1954년 11월 17일 법률 제350호로 수복지구 임시 행정조치법이 공포되었다. 이 법의 공포로 군정이 지배하고 있던 2,300평방마일의 면적과 15만명이 거주하고 있는 수복지구가 정식으로 대한민국 정부의 행정 관할이 되었다. 이 법이 공포되기에 앞서 1954년 11월 15일에 포천의 서부전선 미군 제1군단본부에서 첫 행정권 인수식이 거행되었으며, 이 행사에 대한민국 정부 측으로 경기도지사와 강원도지사 등 주요인사와 육군참모총장 등의 육군 수뇌부가, UN군 측으로 미8군행정참모차장인 플.A.디시 준장을 포함한 각 군단 대표가 참석했고, 주민까지 참석한 가운데 성대히 진행되었다. 이 인수식을 시작으로 16일까지 제5군단, 제3군단, 제2군단, K51부대 등에서도 인수식이 거행되었다.

## 폐지
이후 수복지구에 대한 자치회복능력이 회복되고 주민들의 생활 능력이 향상됨에 따라 1960년 5월 30일 홍승업 외 21명의 국회의원이 이 법을 폐지하는 법안을 제출하면서 폐지가 논의되기 시작했다. 폐지 법안을 제출한 국회의원은 이 법안의 존치로 인해 수복지구에 참정권 중 하나인 지방선거권이 부여되지 않아 일반 자치 행정구역 간 차별대우를 받고 있고 더 이상 실효성이 없다는 이유를 들었다. 1961년 4월 27일에는 수복지구에 대한 지방자치법을 적용하고 일부 행정구역을 바꾸는 내용을 골자로 한 법 개정안이 통과되었고, 1962년 11월 21일 수복지구와동인접지구의행정구역에관한임시조치법이 공포되면서 이 법은 폐지되었다.